# Спас-Клепики
Спас-Кле́пики — город (с 1920) в Рязанской области, административный центр Клепиковского района.
Расположен в центральной части Мещёрской низменности, на реках Совке и Пре (притоке Оки), в 67 километрах к северо-востоку от Рязани.
Население — 4591 (2023).

## История
Город Спас-Клепики известен с XVI века как село Клепиково на Касимовском тракте, входившее в Старорязанский стан Рязанского (Переяслав-Рязанского) уезда. Наименование «Клепиково» происходит от старинного названия ножа для очистки рыбы — «клепика». После открытия церкви Преображения село получает второе название — Спасское. В начале XX века названия были объединены.
Во второй половине XVII века село получило известность как торговый центр с полотняной фабрикой. В 1730-х гг. принадлежало московскому купцу первой гильдии Николаю Панкратьевичу Рюмину, затем было отписано в казну. В 1750-х гг. селом владел подполковник, князь Григорий Патрикеевич Кильдишев, второй муж мачехи Н. П. Рюмина, Марии Сидоровны (урожденной Томилиной). В 1790-х село принадлежало подполковнице Анне Петровне Полторацкой (урожденной Хлебниковой, 1772—1842). В середине XIX века в районе Клепикова начинает развиваться производство ваты и пакли. Дополнительный импульс развитию города придала постройка узкоколейной железной дороги, к началу XX века соединившей Рязань и Владимир. Дорога в городе и окрестностях была разобрана в 1999 году, когда вокзал и деревянный железнодорожный мост через реку Пру сгорели. Ближайшая железнодорожная станция находится в 25 километрах от города, в посёлке городского типа Тума.
В 1859 году в Спас-Клепиках было 68 дворов при численности населения 458 человек. В селе находилась становая квартира 3-го стана Рязанского уезда.
В конце XIX — начале XX века Спас-Клепики являлись административным центром Клепиковской волости Рязанского уезда.
1 июля 1918 года в Спас-Клепиках произошло крестьянское восстание, самосуд толпы над тремя представителями Рязанской губернской чрезвычайной комиссии (погибли Василий Кузьмич Корчагин, Иван Канышев, Андрей Васильевич Рябинов) и начальником 4-го участка местной народной милиции Иосифом Павловичем Таманским.
В 1920 году Спас-Клепикам был присвоен статус города. В 1919 году образован Спас-Клепиковский район. В 1921—1924 годах Спас-Клепики — центр Спас-Клепиковского уезда.

## Население
| 1859  | 1897  | 1906  | 1926  | 1931  | 1939  | 1959  | 1970  | 1979  |
| ----- | ----- | ----- | ----- | ----- | ----- | ----- | ----- | ----- |
| 458   | ↗1327 | ↗1538 | ↗2321 | ↘2100 | ↗3657 | ↗4986 | ↗5901 | ↗7022 |
| 1989  | 1992  | 1996  | 1998  | 2000  | 2001  | 2002  | 2003  | 2005  |
| ↗7209 | ↘7100 | ↘7000 | →7000 | ↘6900 | →6900 | ↘6153 | ↗6200 | ↗6700 |
| 2006  | 2007  | 2008  | 2009  | 2010  | 2011  | 2012  | 2013  | 2014  |
| →6700 | ↘6600 | →6600 | ↘6504 | ↘5916 | ↘5900 | ↘5846 | ↘5788 | ↘5666 |
| 2015  | 2016  | 2017  | 2018  | 2019  | 2020  | 2021  | 2023  |       |
| ↘5610 | ↘5490 | ↘5411 | ↘5331 | ↘5243 | ↘5157 | ↘4743 | ↘4591 |       |

На 1 января 2025 года по численности населения город находился на 1082-м месте из 1124 городов Российской Федерации.

## Экономика
В городе располагаются текстильно-трикотажная, ватная (по состоянию на 2016 год — закрыта) и швейная фабрики, обувное производство, производство сантехнических шлангов. Строится завод по производству пластиковых окон. Здесь также находится филиал Рязанского завода «Тяжпрессмаш». В лесных угодьях близ города ведётся добыча торфа и древесины.

## Транспорт
Город расположен на пересечении автомобильных дорог Р123 Рязань — Спас-Клепики и Р105 Москва — Егорьевск — Касимов.
С автостанции Спас-Клепики имеется регулярное автобусное сообщение с Москвой, Рязанью, Владимиром, Иваново, Касимовым и Шатурой.

## Достопримечательности
- В Спас-Клепиках имеется ряд музеев: деревянного зодчества, боевой и трудовой славы, действует филиал музея-заповедника Сергея Есенина.
- В честь 50-летия победы в Великой Отечественной войне на постаменте в городском парке установлен учебно-боевой самолёт Л-29.
- В городе установлен памятник Герою Советского Союза, уроженцу Клепиковского района Трофиму Трофимовичу Пукову.
- Сохранился ряд каменных зданий XIX века постройки, в том числе здание церковно-учительской школы, где учился Сергей Есенин.
- Бюст Сергея Есенина на улице Просвещения и у здания школы, в которой учился поэт.
- Город Спас-Клепики упоминается в многочисленных рассказах Константина Паустовского. Среди них — «Дорожные разговоры», «Мещёрская сторона», «Австралиец со станции Пилево» и других.
- Город является родиной российской метал-группы «Кувалда».
- В Спас-Клепиках установили единственный в Рязанской области памятник паяльной лампе. Его открытие состоялось 15 июля 2023 года.

## Люди, связанные с городом
В 1909—1912 годах в церковно-учительской школе Спас-Клепиков учился Сергей Есенин. Поначалу юноше там не понравилось, и он убежал в Константиново. Но потом здесь стал развиваться его поэтический талант, и свои первые стихи Сергей Есенин показал своему учителю — Евгению Михайловичу Хитрову. Именно в Спас-Клепиках в 1911 году было написано стихотворение «Звёзды».
См. также Родившиеся в Спас-Клепиках.

## Галерея

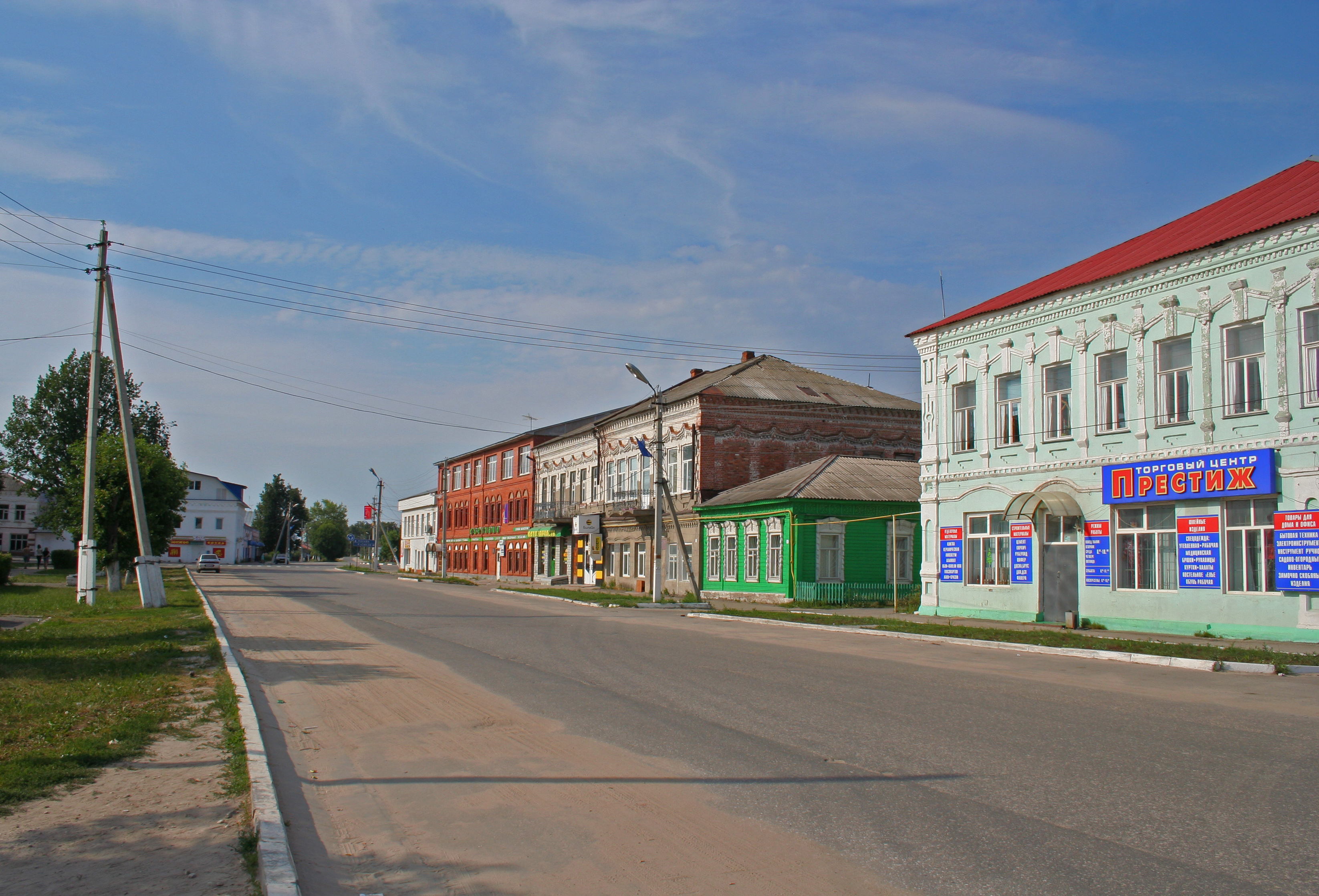
Городская улица
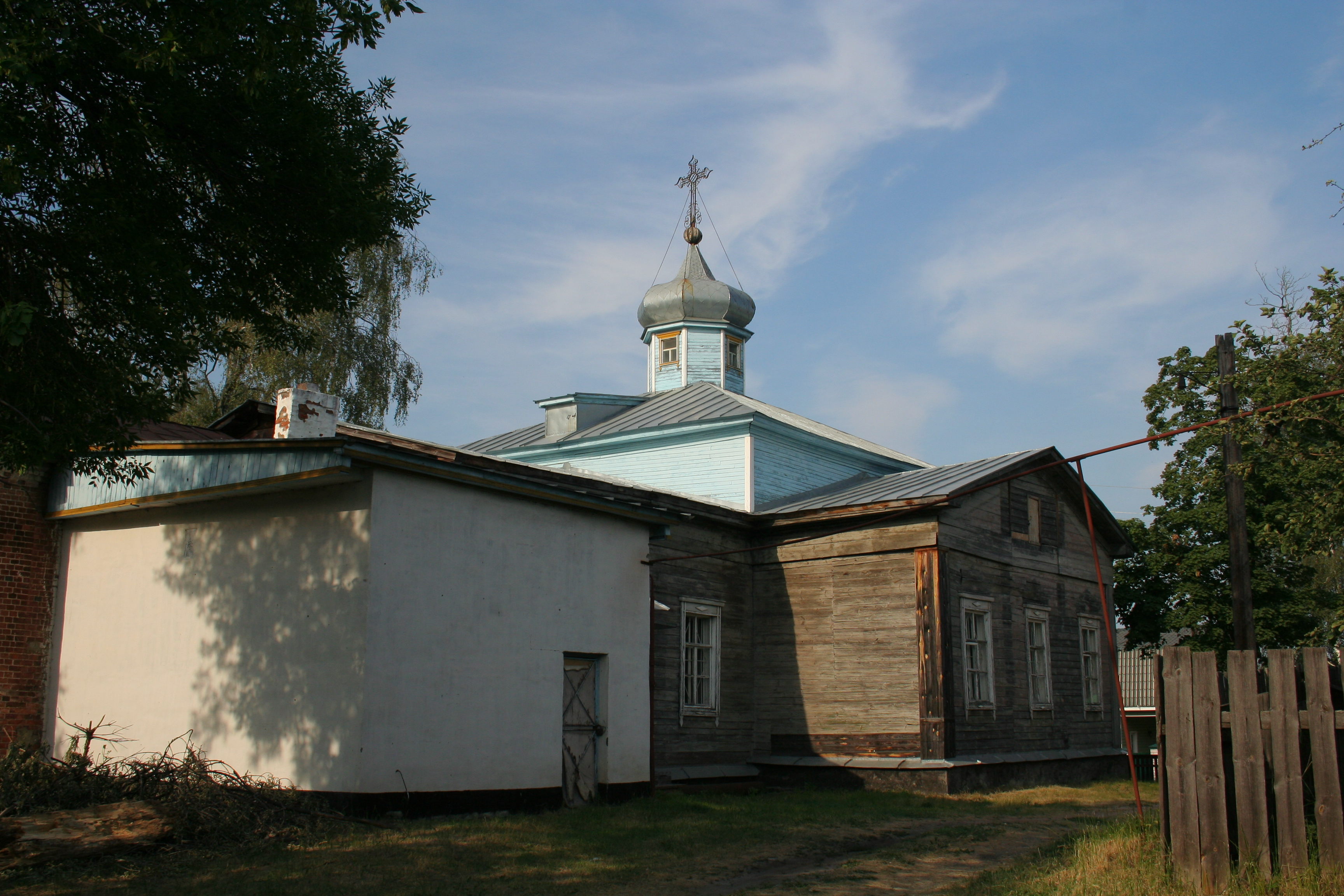
Деревянная Свято-Преображенская церковь
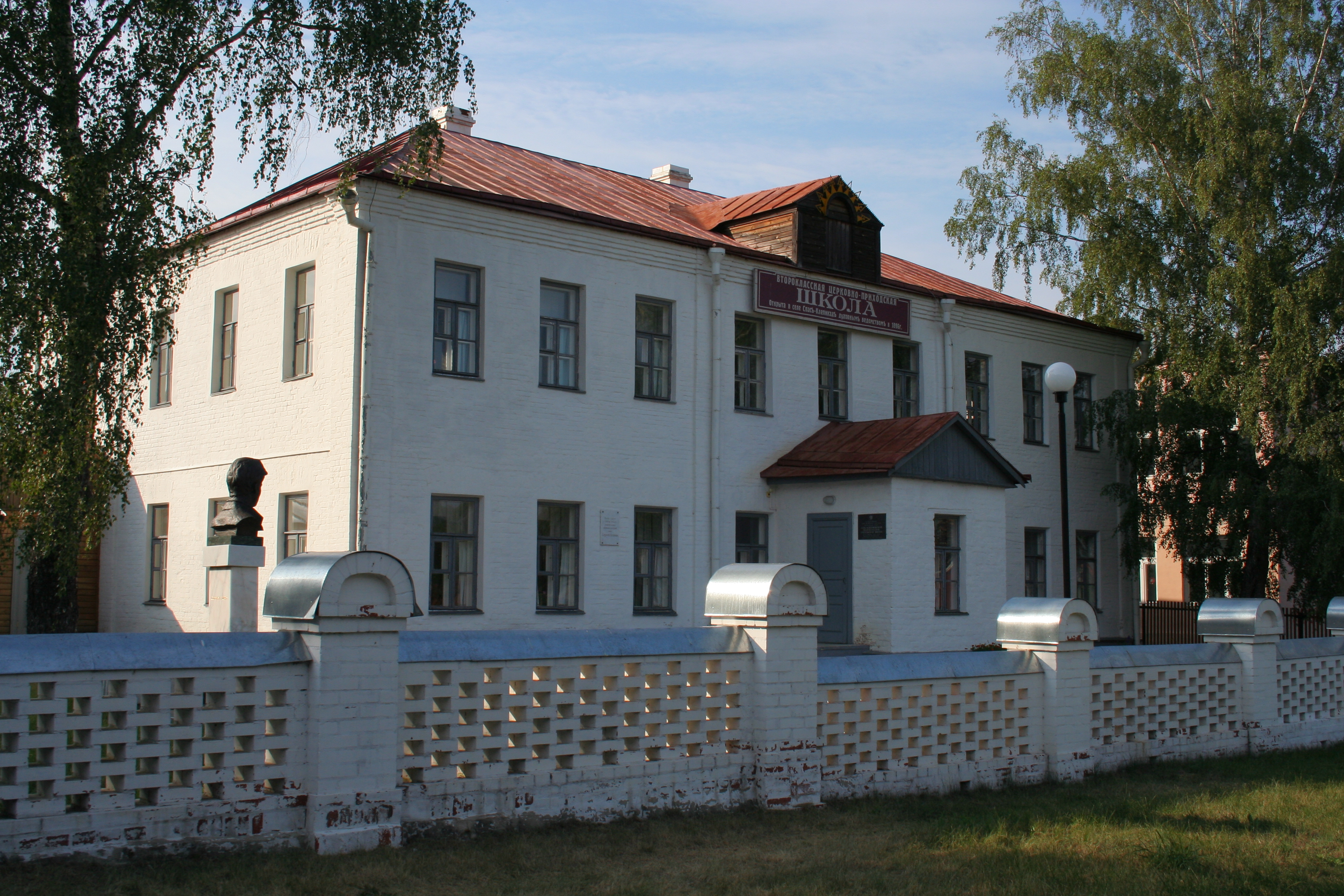
Школа, в которой учился С. А. Есенин
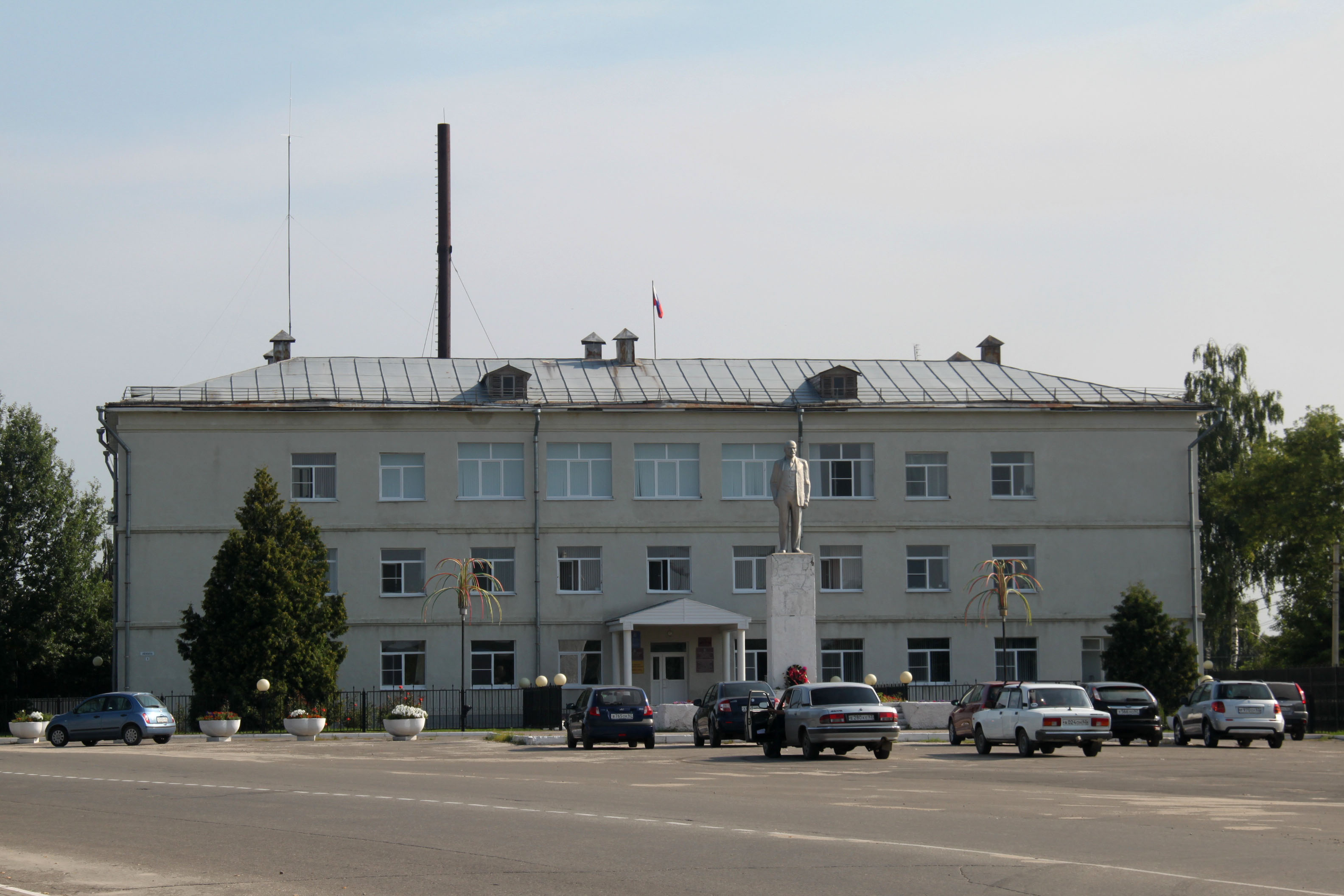
Администрация города Спас-Клепики
Памятник жителям города, погибшим в годы Великой Отечественной войны
Бюст Сергея Есенина
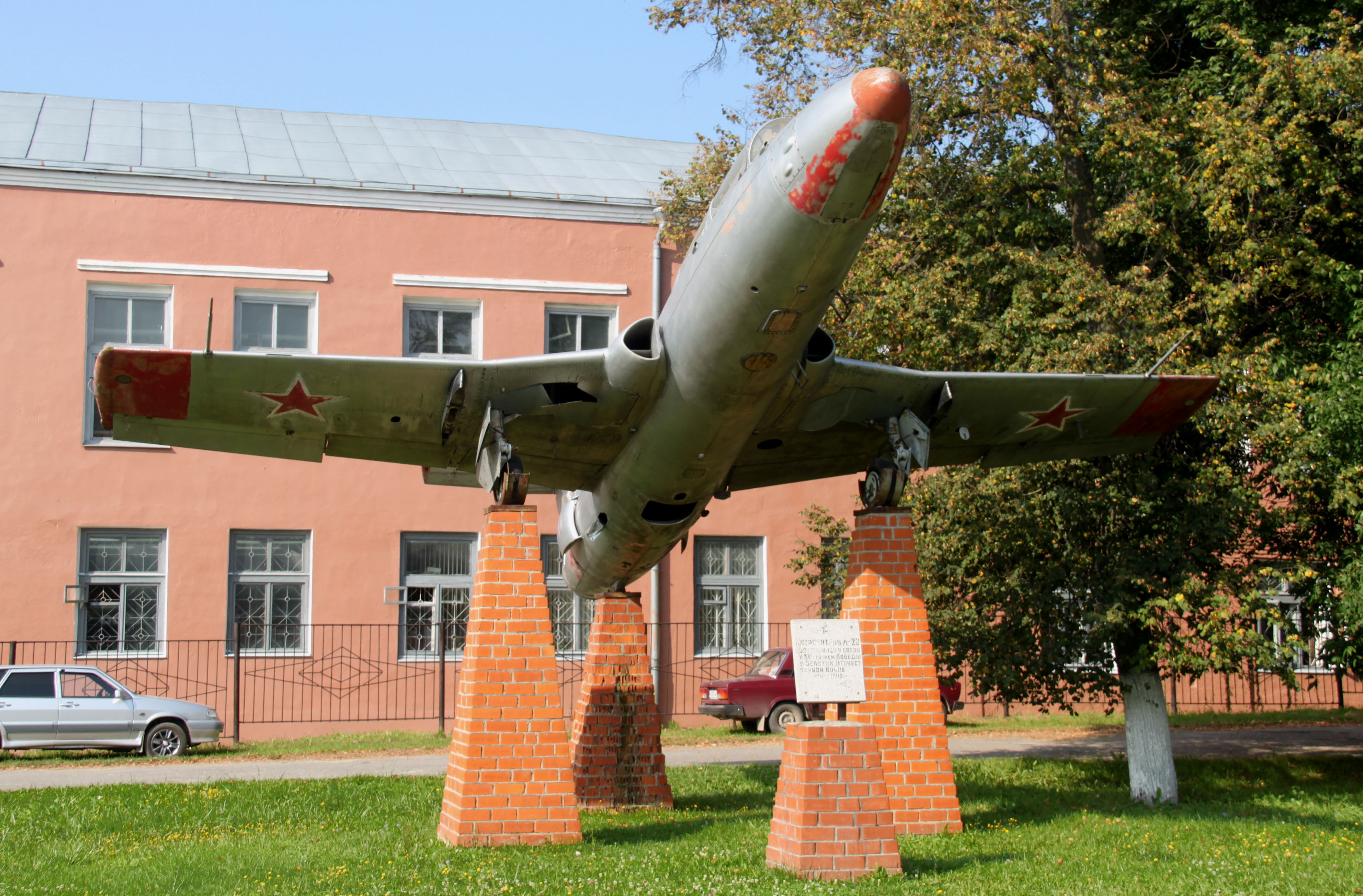
Памятник в честь 50-летия Победы (самолёт Л-29)

## Фильмы
В городе Спас-Клепики проходили съёмки фильма «Граффити» (реж. Игорь Апасян), 2006 г.

## Спас-Клепики и литература
Паустовский К. Г., рассказ «Дорожные разговоры» 1943 г. «Городок Спас-Клепики уж очень маленький, тихий. Затерялся он где-то в Мещёрской стороне, среди сосенок, песков, мелких камышистых озер…»